# Wildbach (Main)
Der Wildbach ist ein etwa 11 km langer, linker und südlicher Zufluss des Mains im baden-württembergischen Main-Tauber-Kreis.

## Geografie

### Verlauf
Der Wildbach entspringt nördlich des Dorfes Nassig der Stadt Wertheim. Er fließt südwärts nach Nassig und von dort dann westsüdwestwärts bis ins Freudenberger Dorf Wessental, zuletzt nach dem Ort Steingasse erstmals in einem Kerbtal. In Wessental fließt der Sonderrieter Wildbach von links und aus dem Südosten zu. Da dieser dort nur etwa 100 Meter zuvor den Neunkircher Bach aufgenommen hat, mit dessen Teileinzugsgebiet zusammen das seine jenes des Wildbach-Oberlaufs deutlich übertrifft, gilt der Sonderrieter Wildbach amtlich als Hauptstrang-Oberlauf des Wildbach-Bachsystems. Ab Wessental fließt der Wildbach dann auf der zweiten Hälfte seines Laufes in einem tiefen Kerbtal recht konsequent nach Norden. Er mündet westlich von Wertheim-Mondfeld etwa bei Main-Kilometer 142,7 von links in den Main.

### Zuflüsse
- Sturmäckergraben (rechts), 1,0 km
- Hoschtgraben (links), 0,6 km
- Höfleinsgraben (rechts), 2,3 km
- Kleine-Hub-Graben (links), 0,7 km
- Bräunlersweggraben (rechts), 1,7 km
- Sonderrieter Wildbach (links), 5,5 km
- Rauhbach (links), 3,4 km
- Renntalsbach (links), 2,0 km
- Wintersgraben (rechts), 1,4 km

### Orte
Der Wildbach fließt durch folgende Orte:
- Wertheim-Nassig
- Wertheim-Steingasse
- Freudenberg-Wessental
  - Blankenmühle
  - Antonius (Antons)-mühle
  - Sägmühlen
- Freudenberg-Boxtal
  - Rosenmühle
- Wertheim-Mondfeld